# Clovia postica
Clovia postica är en insektsart som beskrevs av Jacobi 1921. Clovia postica ingår i släktet Clovia och familjen spottstritar. Inga underarter finns listade i Catalogue of Life.